# Pilgerhut

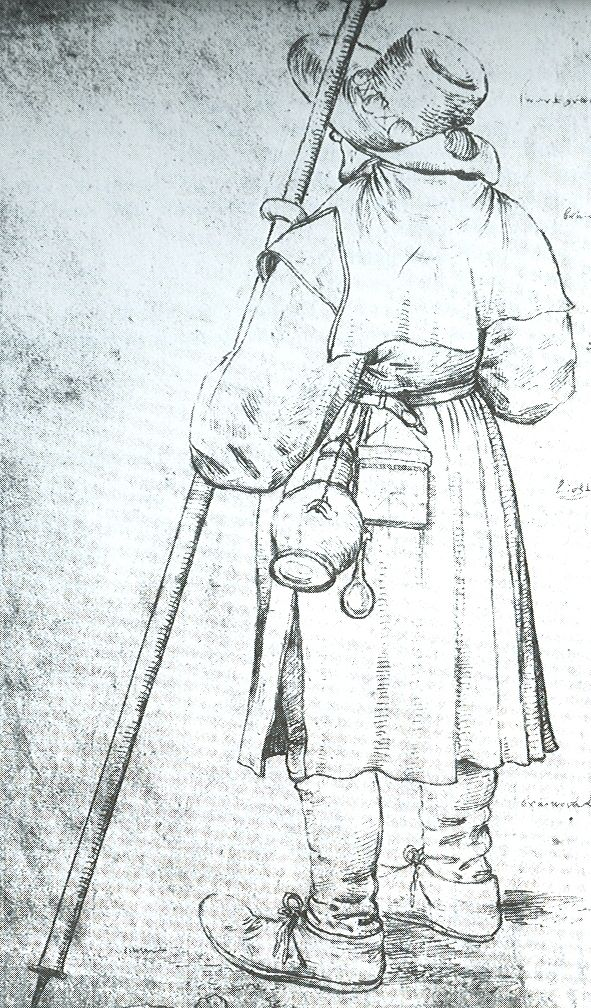
Pilger mit Hut, Stab, Mantel, Trinkflasche und Pilgertasche; Zeichnung von Pieter Brueghel

Der Pilgerhut ist ein breitkrempiger Hut, der den Träger gegen Regen und Sonne schützt.
Im engeren Sprachgebrauch wird unter Pilgerhut die traditionelle Kopfbedeckung der Jakobspilger verstanden.
Der traditionelle Pilgerhut ist aus wasserabweisendem Filz hergestellt, hat eine breite Krempe, die gegen die Sonne schützt und nach Bedarf gerichtet werden kann. Eine im Nacken aufgeschlagene Krempe ermöglicht ein Ableiten des Regenwassers auf die Schultern des Trägers.
Der Hut gehörte seit dem frühen Mittelalter wie auch der Stab, die Pilgertasche und die Trinkflasche, häufig ein ausgehöhlter und getrockneter Flaschenkürbis, zur üblichen Grundausstattung der Jakobspilger. Pilger, die eine Wallfahrt nach Santiago de Compostela unternahmen, befestigten eine Jakobsmuschel an der Kleidung, vorzugsweise am Hut, als Erkennungszeichen des Jakobspilgers. Der Pilgerhut erlaubte seinem Besitzer, sich auf der Wallfahrt von den Früchten des Landes zu ernähren, was sonst als Vergehen geahndet wurde.

## Ikonografie und Heraldik
In der christlichen Ikonographie ist der Pilgerhut ein Attribut Jakobus’ des Älteren. Er ist ebenfalls Attribut der hl. Birgitta von Schweden, die 1341 nach Santiago gepilgert ist. Gelegentlich wird der Hl Sebaldus, der Stadtpatron von Nürnberg, mit dem Muschelhut dargestellt. Sebaldus selbst war nach der Legende zwar nach Rom gepilgert. Da das Grab des Heiligen in Nürnberg aber ein beliebtes Ziel von Wallfahrten war und Nürnberg überdies ein wichtiger Sammelpunkt für die mittelalterlichen Jakobspilger, wurde Sebaldus als Schutzheiliger für eine Pilgerschaft ebenfalls mit den typischen Attributen des Jakobspilgers – Muschelhut, Pilgerstab, Pilgertasche – ausgestattet.
In der Heraldik bezeichnet der Muschelhut, benannt nach der am Pilgerhut befestigten Jakobsmuschel, eine gemeine Figur. Beispiele sind die Wappen von Gossel und Olsztyn.

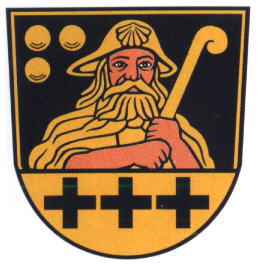
Gossel, D
Allenstein, Ostpreußen
Bever GR, Schweiz
Poppenhausen (Unterfranken), D
Berkheim, D
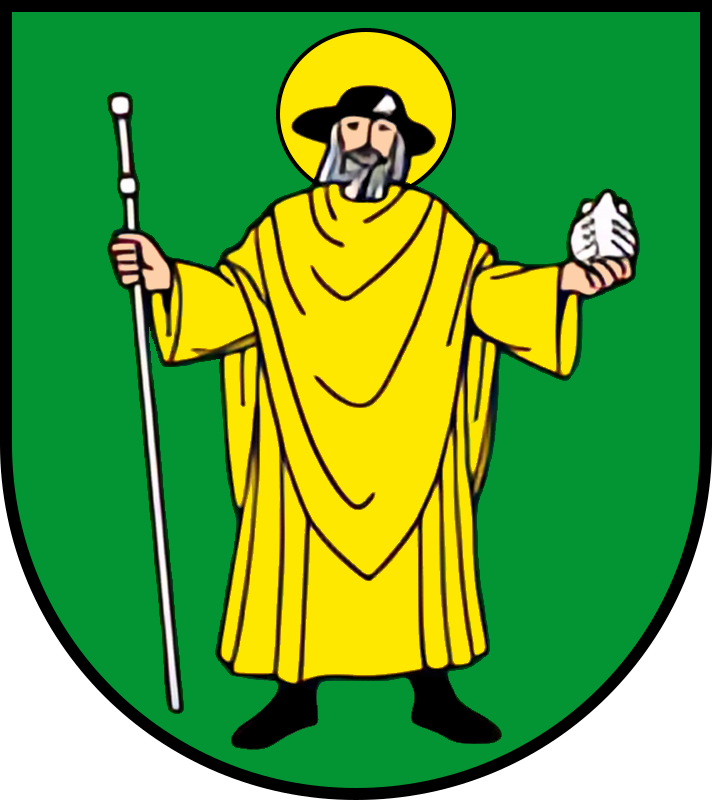
Mücheln (Geiseltal), D